# 梅林镇 (普宁市)
梅林镇是中华人民共和国广东省揭阳市普宁市下辖的一个乡镇级行政单位，位于南阳山区，辖区总面积150平方公里，户籍人口68890人（2008年），下辖1个社区和36个行政村。

## 行政区划
梅林镇下辖以下地区：
梅林社区、边潭村、边角村、边埔村、尖石村、丰田村、边上村、边围村、高田村、西门村、梅光村、东门村、新梅村、埔尾村、青潭村、毛岭村、上楼村、涧头村、新楼村、凤池村、华寮村、再头村、大高田村、犁头凸村、中段村、军田村、大岭下村、南阳村、岁余坑村、松楼村、松阳村、黄割田村、永兰村、溪头村、隆营村、大廖村和桂嶂村。